# Nikola Čavlina
Nikola Čavlina (Zagreb, 2 de junio de 2002) es un futbolista croata que juega como portero en el G. N. K. Dinamo de Zagreb de la Primera Liga de Croacia.

## Trayectoria
En septiembre de 2020 firmó un contrato profesional con el G. N. K. Dinamo de Zagreb.

## Selección nacional
Ha sido internacional con varias selecciones juveniles croatas.

## Vida personal
Su padre es Silvije Čavlina.

## Estadísticas

### Clubes
Actualizado al último partido disputado el 1 de mayo de 2023.
| Club                                   | Div.          | Temporada     | Liga  | Liga  | Copas nacionales | Copas nacionales | Copas internacionales | Copas internacionales | Total | Total |
| Club                                   | Div.          | Temporada     | Part. | Goles | Part.            | Goles            | Part.                 | Goles                 | Part. | Goles |
| -------------------------------------- | ------------- | ------------- | ----- | ----- | ---------------- | ---------------- | --------------------- | --------------------- | ----- | ----- |
| G. N. K. Dinamo de Zagreb II · Croacia | 3.ª           | 2020-21       | 12    | 16    | —                | —                | —                     | —                     | 12    | 16    |
| G. N. K. Dinamo de Zagreb II · Croacia | 3.ª           | 2021-22       | 26    | 39    | —                | —                | —                     | —                     | 26    | 39    |
| G. N. K. Dinamo de Zagreb II · Croacia | Total club    | Total club    | 38    | 55    | 0                | 0                | 0                     | 0                     | 38    | 55    |
| N. K. Lokomotiva · Croacia             | 1.ª           | 2022-23       | 26    | 35    | 3                | 4                | —                     | —                     | 29    | 39    |
| N. K. Lokomotiva · Croacia             | Total club    | Total club    | 26    | 35    | 3                | 4                | 0                     | 0                     | 29    | 39    |
| Total carrera                          | Total carrera | Total carrera | 64    | 90    | 3                | 4                | 0                     | 0                     | 67    | 94    |